# Íñigo López de Mendoza y Zúñiga
Íñigo kardinal López de Mendoza y Zúñiga, španski škof in kardinal, * 1498, Miranda de Ebro, † 15. januar 1537, Burgos.

## Življenjepis
Leta 1528 je bil imenovan za škofa Corie in 2. marca 1529 za škofa Burgosa.
9. marca 1530 je bil povzdignjen v kardinala.